# Centre audiovisuel de Royan pour l'étude des langues
Pour les articles homonymes, voir Carel.
Le centre audiovisuel de Royan pour l'étude des langues (en abrégé CAREL) est un pôle universitaire décentralisé situé à Royan, dans le département de la Charente-Maritime. 
Rattaché à l'université de Poitiers, il se consacre à l'enseignement du français et de certaines langues étrangères (anglais, allemand, espagnol) à travers des cours intensifs, et forme tout autant des étudiants que des professionnels. En été, il propose également des stages adaptés aux adolescents.

## Présentation
Le centre permet de préparer plusieurs diplômes et certifications tels que DELF, DALF ou TOEIC. Implanté à proximité du centre-ville, face au parc des Jardins du Monde, il rassemble chaque année environ 4 000 étudiants, français et étrangers. Le CAREL bénéficie de la qualification de l'Office professionnel de qualification des organismes de formation et du Label qualité français langue étrangère.

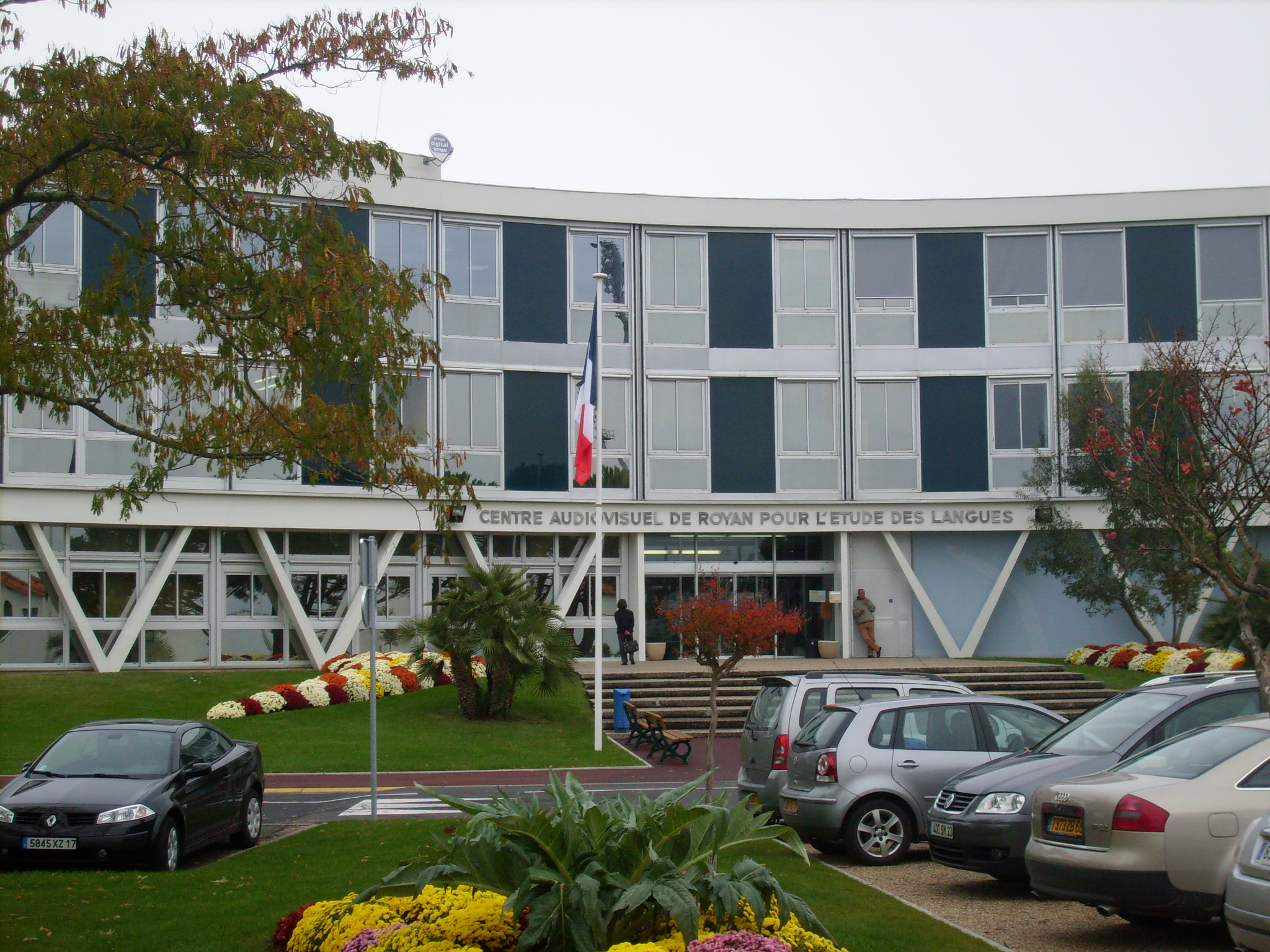
La façade principale du CAREL.

C'est en 1966, à l'initiative du maire de l'époque, Jean Noël de Lipkowski, que naît le centre d'apprentissage et de recherche de l'apprentissage des langues — rebaptisé entre-temps centre audiovisuel de Royan pour l'étude des langues, établissement pionnier dans l'enseignement des langues par les technologies audiovisuelles de pointe. Ce pôle universitaire se compose d'un bâtiment de 3 000 m2 de trois niveaux, disposant de vingt salles audiovisuelles insonorisées, de quatre laboratoires de langue (seize postes), de deux laboratoires multimédia (28 postes), d'un auditorium, d'une médiathèque, d'un studio de télévision, d'un espace détente et d'un self-service pour les étudiants. 
En plus des cours proprement dits, le centre propose débats, conférences et ciné-conférences (connaissance du monde), ainsi que des expositions ponctuelles. Le service assistance et hébergement se charge de proposer des chambres d'étudiants (studios, appartements partagés) ou de mettre en relation étudiants et familles d'accueil. Il aide également les étudiants étrangers dans leurs démarches administratives.